# Amphorophora gei
Amphorophora gei är en insektsart som först beskrevs av Börner 1939. Amphorophora gei ingår i släktet Amphorophora, och familjen långrörsbladlöss. Enligt den finländska rödlistan är arten sårbar i Finland. Arten är reproducerande i Sverige. Artens livsmiljö är ruderatmarker, vägrenar och banvallar. Inga underarter finns listade i Catalogue of Life.